# Jesusita en Chihuahua

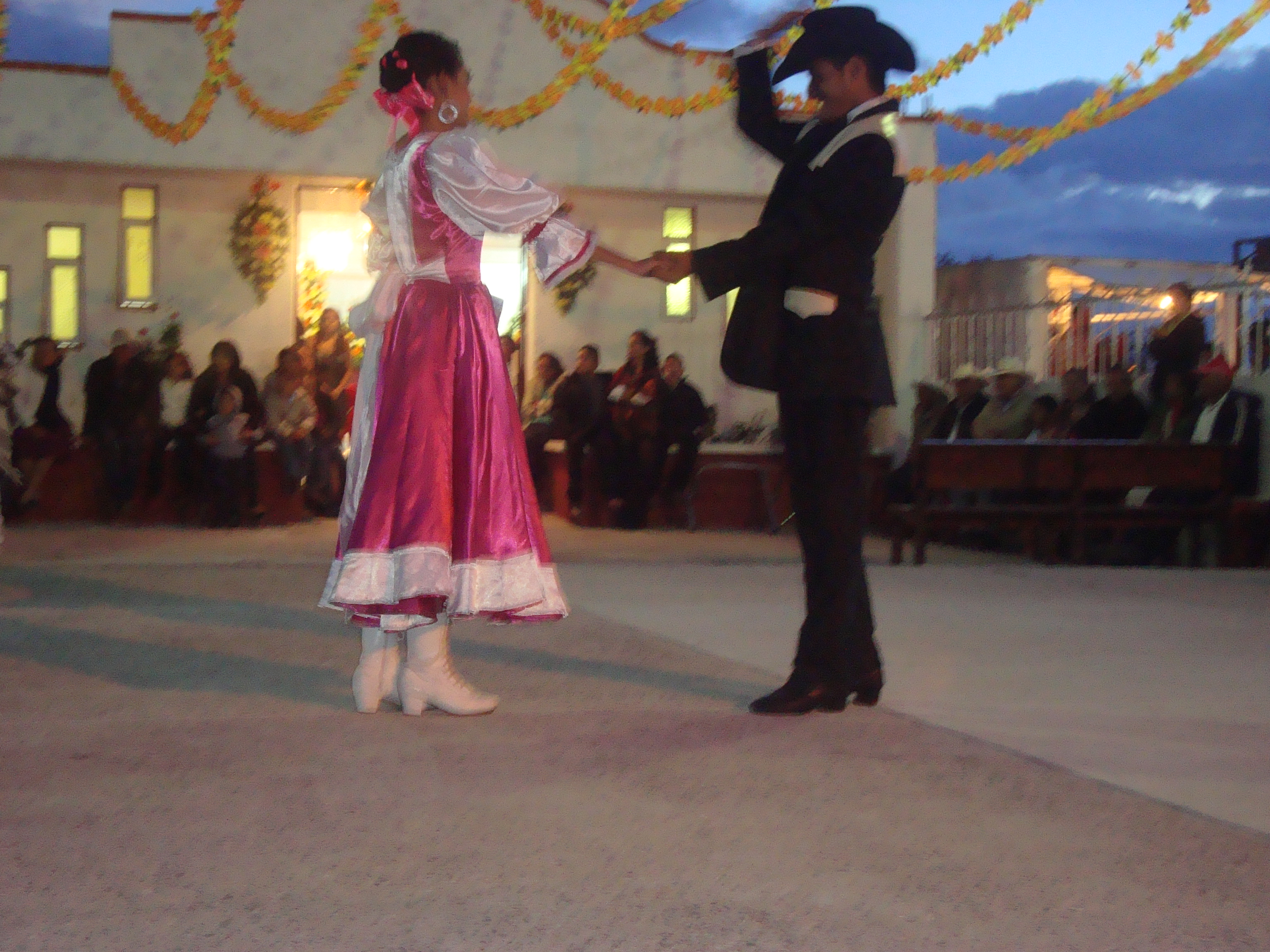
Vestimenta típica utilizada para bailar la polka "Jesusita en Chihuahua".

Jesusita en Chihuahua es una polka que fue escrita durante la Revolución mexicana por Quirino Mendoza y Cortés, quien era teniente coronel y director de la banda de música en Puebla. Fue estrenada en la Navidad de 1916 y desde entonces ha sido interpretada por una gran cantidad de grupos y artistas musicales bajo diferentes nombres. La composición llegó a convertirse en una melodía típica de la Revolución mexicana, y como mito popular difundido, fue la favorita de Pancho Villa quien la ordenaba tocar a su banda de guerra durante los combates. Esta polka, al igual que muchas otras canciones de la época revolucionaria, centra a una soldadera como protagonista de la historia que se cuenta.

## Versiones e intérpretes
Jesusita en Chihuahua llegó a ser conocida en inglés con el nombre corto de J.C. Polka, tiempo después el nombre se cambió a Jesse Polka o Jessie Polka y fue interpretada exitosamente por la banda de western swing de Cliff Bruner, quien dijo haberla aprendido cuando era niño de unos trabajadores mexicanos que laboraban en una granja en Beaumont, Texas. Por otra parte, la pieza fue interpretada por Lawrence Welk quien la dio a conocer bajo el nombre de The Cactus Polka.
A lo largo de casi un siglo la melodía ha sido interpretada por muchos artistas y grupos musicales, entre ellos: Alfredo Ramírez y Los Creadorez del Pasito Duranguense, Juan García Esquivel, la Orquesta Sinfónica de Richard Hayman, el Mariachi Vargas de Tecalitlán, la 101 Strings Orchestra, Percy Faith, Brave Combo, Raúl di Blasio y Edmundo Ros entre muchos otros.

## Cine
En 1942, René Cardona dirigió la película Jesusita en Chihuahua, la cual fue protagonizada por Pedro Infante y Susana Guízar, la polka fue el tema musical del film.
Ha sido incluida en la banda musical de las películas Los tres caballeros (1944), Levando anclas (1945), Así era Pancho Villa (1957), ¡Cielito lindo! (1957), Sueños de oro (1958), Quiero ser artista (1958), La diligencia de la muerte (1961), Perdóname mi vida (1965), ¡Tres amigos! (1986), Como agua para chocolate (1986) y My Family (1995). (1942 la película El Portero interpretada por Mario Moreno CANTINFLAS, La letra, en idioma inglés y en idioma español, fue escrita para la película Love Laughs at Andy Hardy (1946), una versión más de la letra en inglés fue escrita por Jack Elliott para la película Old Los Ángeles (1948).